# Vicq-sur-Gartempe
Pour les articles homonymes, voir Vicq.
Vicq-sur-Gartempe est une commune du Centre-Ouest de la France, située dans le département de la Vienne (région Nouvelle-Aquitaine).

## Géographie

### Localisation
La commune est située dans l'est du département, à la limite avec les départements de l'Indre et d'Indre-et-Loire.

### Communes limitrophes
|            | La Roche-Posay         | Yzeures-sur-Creuse (Indre-et-Loire) |
| Pleumartin | Vicq-sur-Gartempe      | Néons-sur-Creuse (Indre)            |
|            | Saint-Pierre-de-Maillé | Angles-sur-l'Anglin                 |

### Hameaux et lieux-dits
Les hameaux et lieux-dits de la commune sont : Champfouché, la Bergerie et l'Étranglar.

### Géologie et hydrographie
Le territoire communal est arrosé par la rivière Gartempe.

### Climat
Pour des articles plus généraux, voir Climat de la Nouvelle-Aquitaine et Climat de la Vienne.
Historiquement, la commune est exposée à un climat océanique du nord-ouest.  
En 2020, Météo-France publie une typologie des climats de la France métropolitaine dans laquelle la commune est exposée à un climat océanique altéré et est dans la région climatique  Poitou-Charentes, caractérisée par un bon ensoleillement, particulièrement en été et des vents modérés.
Pour la période 1971-2000, la température annuelle moyenne est de 11,8 °C, avec une amplitude thermique annuelle de 14,9 °C. Le cumul annuel moyen de précipitations est de 719 mm, avec 11,3 jours de précipitations en janvier et 6,7 jours en juillet. Pour la période 1991-2020, la température moyenne annuelle observée sur la station météorologique la plus proche, située sur la commune de Lésigny à 15,87 km à vol d'oiseau, est de 12,1 °C et le cumul annuel moyen de précipitations est de 743,3 mm,. Pour l'avenir, les paramètres climatiques de la commune estimés pour 2050 selon différents scénarios d'émission de gaz à effet de serre sont consultables sur un site dédié publié par Météo-France en novembre 2022.

### Voies de communication et transports
La commune est desservie par les routes départementales : 5, 11, 11G et 14.
La gare ferroviaire la plus proche est la gare de Châtellerault, à 28 km.
L'aéroport le plus proche est l'aéroport de Poitiers-Biard, à 58 km.
Le territoire communal est traversé par le sentier de grande randonnée 48.

## Urbanisme

### Typologie
Au 1er janvier 2024, Vicq-sur-Gartempe est catégorisée commune rurale à habitat très dispersé, selon la nouvelle grille communale de densité à sept niveaux définie par l'Insee en 2022.
Elle est située hors unité urbaine. Par ailleurs la commune fait partie de l'aire d'attraction de Châtellerault, dont elle est une commune de la couronne,. Cette aire, qui regroupe 44 communes, est catégorisée dans les aires de 50 000 à moins de 200 000 habitants,.

### Occupation des sols
L'occupation des sols de la commune, telle qu'elle ressort de la base de données européenne d’occupation biophysique des sols Corine Land Cover (CLC), est marquée par l'importance des territoires agricoles (87,7 % en 2018), une proportion identique à celle de 1990 (87,7 %). La répartition détaillée en 2018 est la suivante : 
terres arables (45,2 %), zones agricoles hétérogènes (31,8 %), forêts (11,1 %), prairies (10,7 %), zones urbanisées (1,1 %). L'évolution de l’occupation des sols de la commune et de ses infrastructures peut être observée sur les différentes représentations cartographiques du territoire : la carte de Cassini (XVIIIe siècle), la carte d'état-major (1820-1866) et les cartes ou photos aériennes de l'IGN pour la période actuelle (1950 à aujourd'hui).

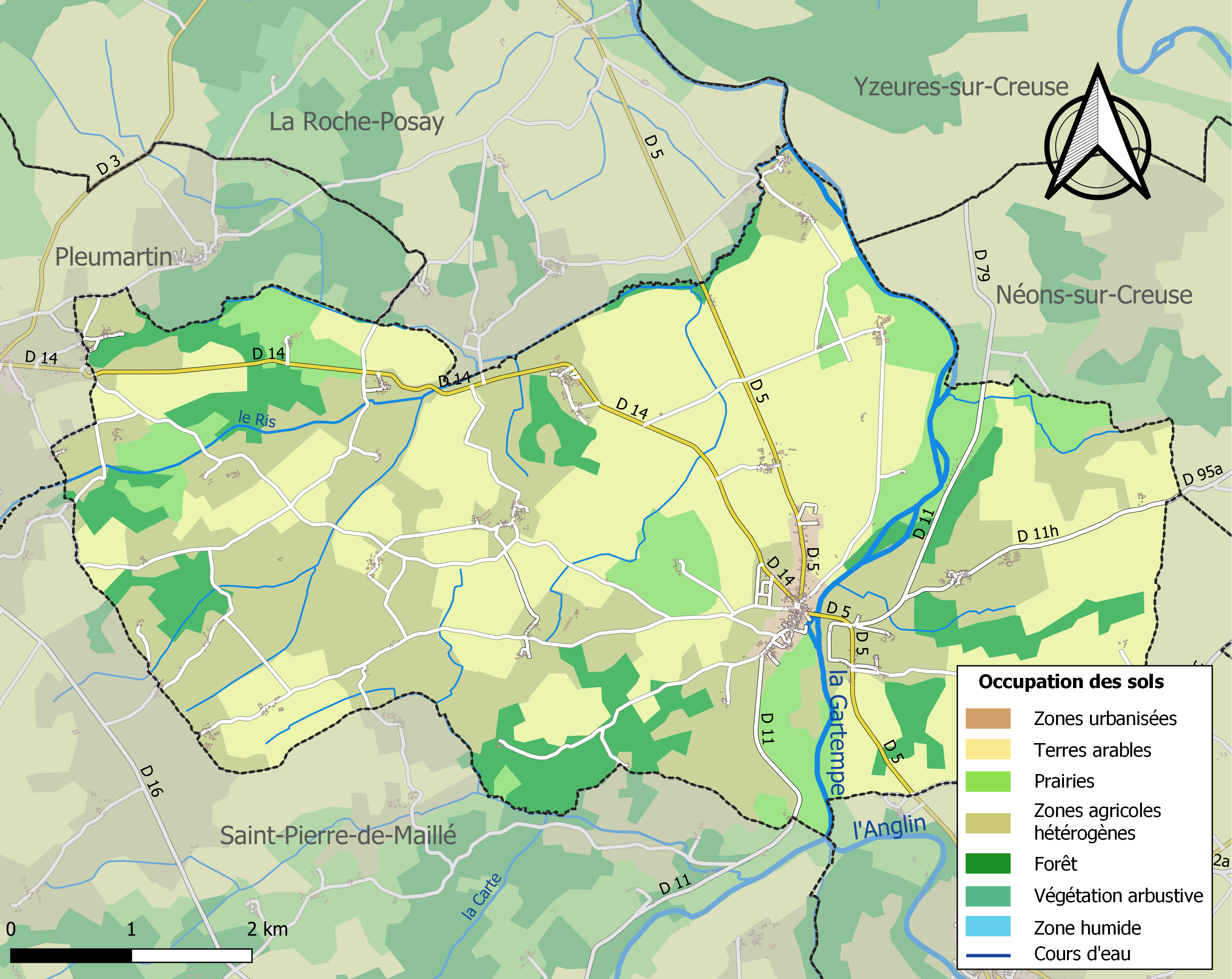
Carte des infrastructures et de l'occupation des sols de la commune en 2018 (CLC).

### Risques majeurs
Le territoire de la commune de Vicq-sur-Gartempe est vulnérable à différents aléas naturels : météorologiques (tempête, orage, neige, grand froid, canicule ou sécheresse), inondations, mouvements de terrains et séisme (sismicité faible). Il est également exposé à un risque technologique,  le transport de matières dangereuses. Un site publié par le BRGM permet d'évaluer simplement et rapidement les risques d'un bien localisé soit par son adresse soit par le numéro de sa parcelle.

#### Risques naturels
Certaines parties du territoire communal sont susceptibles d’être affectées par le risque d’inondation par débordement de cours d'eau, notamment la Gartempe. La commune a été reconnue en état de catastrophe naturelle au titre des dommages causés par les inondations et coulées de boue survenues en 1982, 1983, 1993, 1995, 1999, 2010 et 2016,.

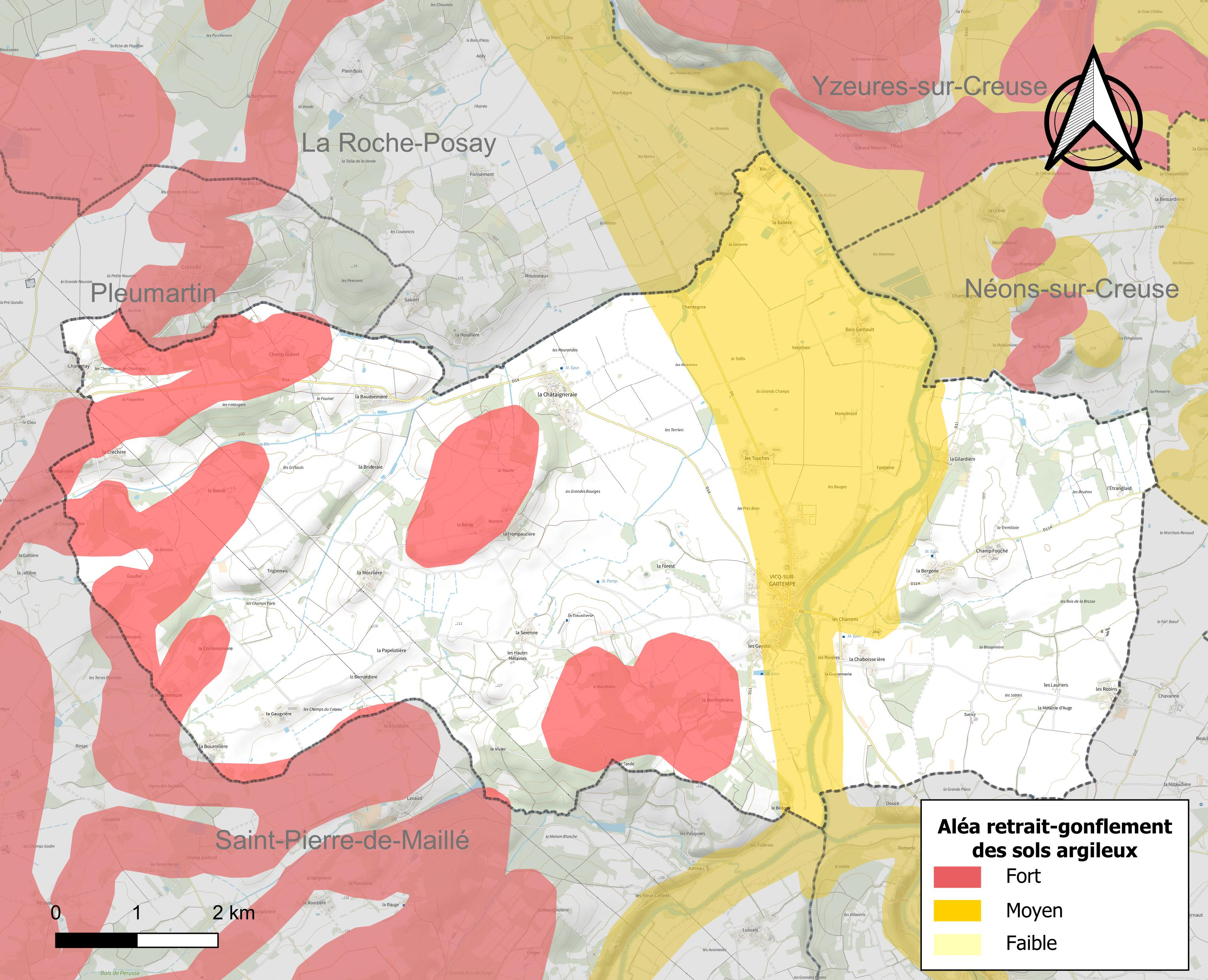
Carte des zones d'aléa retrait-gonflement des sols argileux de Vicq-sur-Gartempe.

Les mouvements de terrains susceptibles de se produire sur la commune sont des affaissements et effondrements liés aux cavités souterraines (hors mines) et des tassements différentiels. Afin de mieux appréhender le risque d’affaissement de terrain, un inventaire national permet de localiser les éventuelles cavités souterraines sur la commune. Le retrait-gonflement des sols argileux est susceptible d'engendrer des dommages importants aux bâtiments en cas d’alternance de périodes de sécheresse et de pluie. 38,3 % de la superficie communale est en aléa moyen ou fort (79,5 % au niveau départemental et 48,5 % au niveau national). Depuis le 1er octobre 2020, en application de la loi ÉLAN, différentes contraintes s'imposent aux vendeurs, maîtres d'ouvrages ou constructeurs de biens situés dans une zone classée en aléa moyen ou fort,.
La commune a été reconnue en état de catastrophe naturelle au titre des dommages causés par des mouvements de terrain en 1999 et 2010.

## Toponymie
Ses habitants sont appelés les Vicquois.

## Politique et administration
La commune dépend de l'arrondissement de Châtellerault, du canton de Châtellerault-3, de la quatrième circonscription de la Vienne et de la communauté de communes des Vals de Gartempe et Creuse.
Elle dispose d'un bureau de poste.
| Période                                  | Période       | Identité         | Étiquette | Qualité |
| ---------------------------------------- | ------------- | ---------------- | --------- | ------- |
| avant 1995                               | ?             | Joseph Maroille  | DVD       |         |
| mars 2001                                | mars 2014     | Bernard Jacob,   | ?         | ?       |
| mars 2014                                | 23 avril 2016 | Didier Boulanger | ?         | ?       |
| 4 mai 2016                               | En cours      | Pascal Bernard   | ?         | ?       |
| Les données manquantes sont à compléter. |               |                  |           |         |

## Démographie
L'évolution du nombre d'habitants est connue à travers les recensements de la population effectués dans la commune depuis 1793. Pour les communes de moins de 10 000 habitants, une enquête de recensement portant sur toute la population est réalisée tous les cinq ans, les populations de référence des années intermédiaires étant quant à elles estimées par interpolation ou extrapolation. Pour la commune, le premier recensement exhaustif entrant dans le cadre du nouveau dispositif a été réalisé en 2006.

En 2022, la commune comptait 656 habitants, en évolution de +6,67 % par rapport à 2016 (Vienne : +0,6 %, France hors Mayotte : +2,11 %).
| 1793  | 1800  | 1806  | 1821  | 1831  | 1836  | 1841  | 1846  | 1851  |
| ----- | ----- | ----- | ----- | ----- | ----- | ----- | ----- | ----- |
| 1 471 | 1 492 | 1 709 | 1 674 | 1 833 | 1 869 | 1 776 | 1 826 | 1 876 |

| 1856  | 1861  | 1866  | 1872  | 1876  | 1881  | 1886  | 1891  | 1896  |
| ----- | ----- | ----- | ----- | ----- | ----- | ----- | ----- | ----- |
| 1 907 | 1 839 | 1 694 | 1 606 | 1 537 | 1 516 | 1 522 | 1 440 | 1 467 |

| 1901  | 1906  | 1911  | 1921  | 1926  | 1931  | 1936  | 1946  | 1954  |
| ----- | ----- | ----- | ----- | ----- | ----- | ----- | ----- | ----- |
| 1 384 | 1 460 | 1 440 | 1 270 | 1 261 | 1 279 | 1 215 | 1 189 | 1 161 |

| 1962  | 1968  | 1975 | 1982 | 1990 | 1999 | 2006 | 2011 | 2016 |
| ----- | ----- | ---- | ---- | ---- | ---- | ---- | ---- | ---- |
| 1 105 | 1 014 | 893  | 756  | 668  | 715  | 720  | 681  | 615  |

| 2021 | 2022 | - | - | - | - | - | - | - |
| ---- | ---- | - | - | - | - | - | - | - |
| 641  | 656  | - | - | - | - | - | - | - |

## Économie
L'agriculture est l'une des économies de la commune, même si les surfaces agricoles utilisées ont diminué et sont passées de 3 017 hectares en 2000 à 2 642 hectares en 2010. 37 % sont destinées à la culture des céréales, 11 % pour les oléagineux, 20 % pour le fourrage et 27 % reste en herbe. En 2000, quatre hectares étaient consacrés à la vigne. Il ne reste plus que vingt-trois exploitations agricoles en 2010 contre quarante-huit en 2000. Dix-sept exploitations en 2010 (contre vingt-quatre en 2000) abritent un élevage de bovins (2 339 têtes en 2010 contre 1 972 en 2000). Trois exploitations en 2010 (contre huit en 2000) abritent un élevage d'ovins (544 têtes en 2010 contre 1 315 têtes en 2000).
L'élevage de volailles a disparu au cours de cette décennie (371 têtes réparties sur 19 fermes en 2000).

## Population et société
La commune possède comme lieu d'enseignement une école primaire publique. Le collège public (Léon-Huet) de secteur se trouve à La Roche-Posay. Elle dispose aussi d'une salle des fêtes.
Chaque année ont lieu la « Fête des battages » et la « Nuit romane ».

## Culture locale et patrimoine

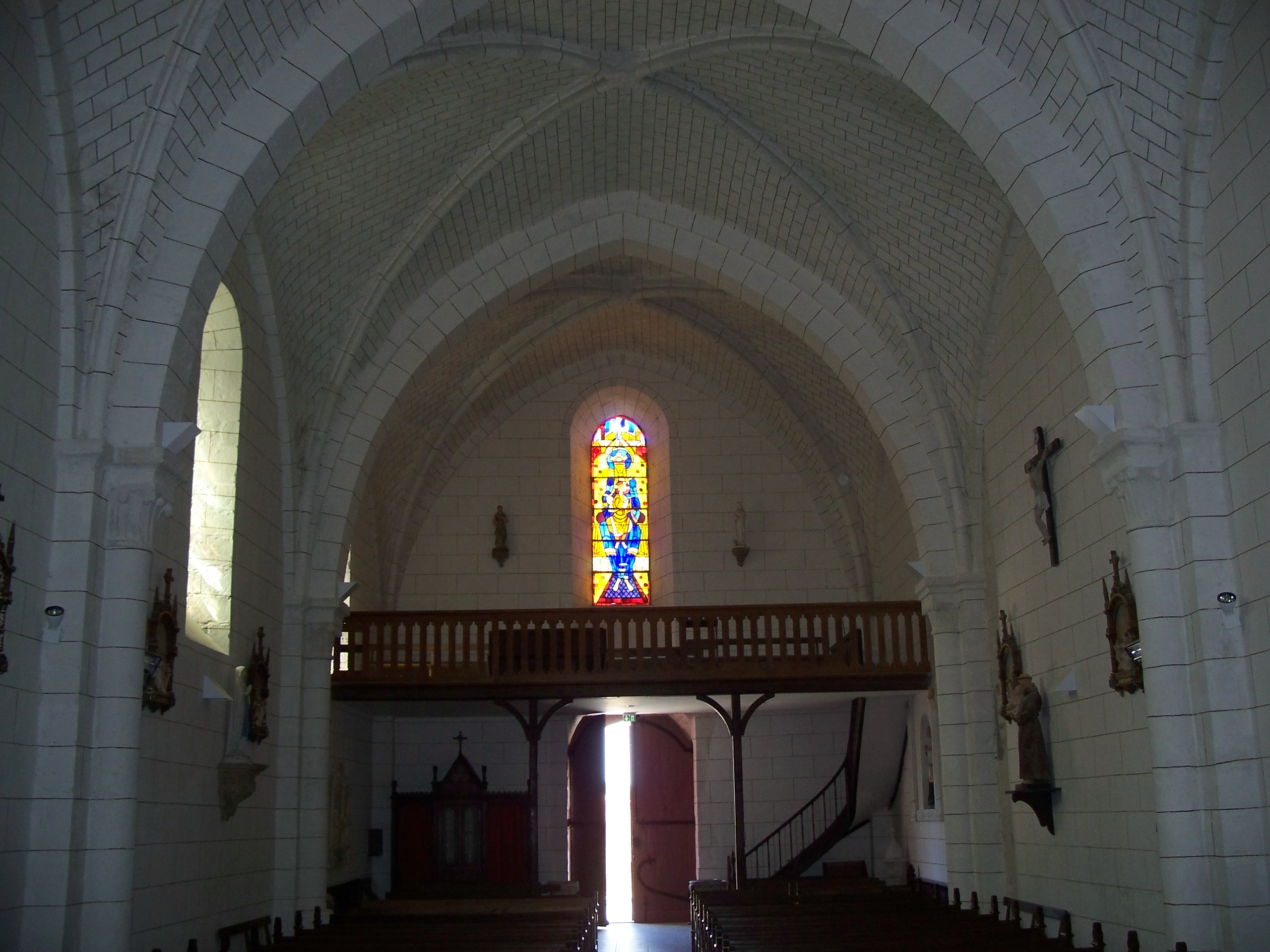
L’intérieur de l'église Saint-Léger, en 2013.

- Château de La Brosse : il est inscrit comme monument historique depuis 1990 pour l'escalier, l'élévation, et la toiture.
- Église Saint-Léger (XIIe siècle) : le chœur, le clocher et la façade datent probablement de la 2e moitié du XIIe siècle, tandis que la nef, qui comporte trois travées, serait, elle, du XIIIe siècle. Les vitraux du chœur, portent la date de 1894, date à laquelle ont dû s'achever des travaux de restauration, concernant en particulier la toiture et la couverture du clocher (les tuiles plates ont alors été remplacées par des ardoises). De nouveaux travaux engagés de 2012 à 2013 ont notamment permis de découvrir en haut du chœur quelques restes de fresques du XIIe siècle, ainsi qu'une litre funéraire datant probablement du XVe siècle. Elle est inscrite comme monument historique depuis 1935[34].
- Presbytère : des inscriptions commémoratives du XVIIe siècle sont visibles dans le presbytère.
- Monument aux morts.
- Vieux pont enjambant la Gartempe.
- Villa des Îles : la villa date de 1906, et est inscrite depuis 2010 comme monument historique. La villa des Iles est une demeure de style Art-Nouveau, construite en 1906. Les premiers plans de la villa sont réalisés par l'architecte Ferron mais c'est l'architecte Milord qui les termine et s'occupe de la construction. La villa doit son nom aux îles de Gartempe situées à proximité. Le plan au sol est resté identique à celui dessiné par Ferron, mais les façades, baies et toitures ont été revues. Elles possèdent des agrafes sculptées au sommet de leurs arcs. Des vitraux très colorés ornent les deux portes d'entrée, ainsi que plusieurs fenêtres et portes-fenêtres. Le toit à la Mansart est recouvert d'ardoise. Les façades sont ornées de céramique, avec des motifs floraux. Le rez-de-chaussée ouvre sur une terrasse encadrée par des balustres en pierre. Le jardin d'entrée est bordée de grilles en fer forgé. En face de la villa, de l'autre côté de la rue, sont construites les anciennes dépendances vers 1910. Il s'agit d'un style propre à la villégiature appliqué ici en milieu rural.

### Héraldique, logotype et devise
| Blason de Vicq-sur-Gartempe | Blason  | Tiercé en chevron renversé : au premier de gueules à la charrue d'argent, au deuxième d'or plain, au troisième d'azur aux deux gerbes de blé d'or. |
| Blason de Vicq-sur-Gartempe | Détails | Le statut officiel du blason reste à déterminer.                                                                                                   |